# Быстров, Пётр Тимофеевич
Пётр Тимофеевич Быстров (9 августа 1907 — 11 сентября 1978) — участник советского атомного проекта, первый директор производственного объединения «Маяк» (1946—1947).

## Биография
Родился в р. п. Земетчино Керенского уезда Пензенской губернии (ныне — Земетчинский район Пензенская области) в многодетной семье железнодорожного машиниста.
Окончил шесть классов школы крестьянской молодежи (1924), Маршанскую железнодорожную семилетку (1925), Саранский индустриальный техникум (1926—1930), энергетический факультет Томского индустриального института (1932—1936).
В 1930—1932 по направлению от военкомата работал на Дзержинском заводе № 80 Наркомата боеприпасов.
С 1936 инженер-теплотехник, главный энергетик Кемеровского комбината № 392 НКБ.
В 1944 г. назначен начальником завода № 129 (Кемерово). Присвоено звание «инженер-полковник» (1945).
С 9 апреля 1946 года директор Государственного завода № 817 (ПО «Маяк») — первого в Европе и СССР ядерного предприятия.
С 1947 по 1960 г. директор и зам. директора предприятий в городах Челябинск-40 (Озёрск) и Красноярск-26 (Железногорск).
В 1960 г. назначен директором предприятия-16 (Одесса). С 1964 по 1972 г. первый директор Крымского завода пигментной двуокиси титана (пгт. Армянск).

## Награды
- 1942 — орден Трудового Красного Знамени — за образцовое выполнение заданий по производству боеприпасов,
- 1945 — орден Ленина (за успешное выполнение заданий Государственного комитета обороны по производству порохов, взрывчатых веществ и снаряжение боеприпасов),
- 1949 — орден Ленина (за образцовое выполнение специального задания Правительства — за деятельность на заводе № 817 в 1946—1949 гг.),
- 1971 — орден Октябрьской Революции.
- медали «За победу над Германией в Великой Отечественной войне 1941—1945 годов» (1945), «20 лет победы в Великой Отечественной войне 1941—1945 гг.» (1965), «50 лет Вооруженных сил СССР» (1969), «За доблестный труд в ознаменование 100-летия со дня рождения В. И. Ленина» (1970), «За доблестный труд в Великой Отечественной войне 1941—1945 гг.» (1945).

Почётный гражданин города Армянск.